# Liste der denkmalgeschützten Objekte in Tarsdorf
Die Liste der denkmalgeschützten Objekte in Tarsdorf enthält die denkmalgeschützten, unbeweglichen Objekte der Gemeinde Tarsdorf.

## Denkmäler
| Foto |                 | Denkmal                                                                          | Standort                                  | Beschreibung | Metadaten |
| ---- | --------------- | -------------------------------------------------------------------------------- | ----------------------------------------- | --- | --- |
| ja   | Datei hochladen | Maria-, Frauen- oder Zenzkapelle mit Ummauerung HERIS-ID: 71273 Objekt-ID: 84429 | gegenüber Tarsdorf 12 Standort KG: Hörndl | Die Kapelle wurde im Jahr 1834 von Florian und Maria Sommerauer vom Zenzgut erbaut. Sie hat einen kreuzförmigen Grundriss und einen Mittelraum mit Kuppel und anschließenden rechteckige Kreuzarmen. | BDA-Hist.: Q38127115 Status: § 2a Stand der BDA-Liste: 2025-06-30 Name: Maria-, Frauen- oder Zenzkapelle mit Ummauerung GstNr.: .104 Marienkapelle (Tarsdorf) |
| ja   | Datei hochladen | Kath. Pfarrkirche hl. Michael und Friedhof HERIS-ID: 52626 Objekt-ID: 59924      | bei Tarsdorf 13 Standort KG: Hörndl       | Die spätgotische Pfarrkirche hl. Michael wurde 1460–1475 einschiffig erbaut. Der gotische Westturm ist 48 Meter hoch.                                                                                | BDA-Hist.: Q26237225 Status: § 2a Stand der BDA-Liste: 2025-06-30 Name: Kath. Pfarrkirche hl. Michael und Friedhof GstNr.: 1007 Pfarrkirche Tarsdorf          |